# پاکشوما
پاکشوما یک برند سازنده لوازم خانگی است که دفتر مرکزی آن در تهران، ایران قرار دارد. این شرکت در سال ۱۳۵۴ بنیان‌گذاری شد و کارش را با ساخت ماشین‌های لباسشویی نیمه‌اتوماتیک آغاز کرد.
بر پایه اعلام وبگاه رسمی پاکشوما این شرکت دارای ۷۰۰ مرکز خدمات پس از فروش در ایران است و ادعا دارد که کالاهای خود را به چند کشور دیگر صادر می‌کند. کالاهای تولیدی آن نیز شامل یخچال و فریزر، ماشین لباسشویی، ماشین ظرفشویی، جاروبرقی و کولر گازی می‌شود.

## پیشینه

### بنیان‌گذاری در دهه ۱۳۵۰
نخستین کارخانه تولیدی پاکشوما در سال ۱۳۵۴ با ساخت ماشین لباسشویی نیمه‌اتوماتیک و با داشتن فضایی به بزرگی ۴۵۰۰ مترمربع کار خود را شروع کرد.

### تغییر مالکیت در دهه ۱۳۷۰
شرکت در میانه‌های دهه ۷۰ دچار تغییر مالکیت شد و کالاهای آن تغییرهایی را تجربه کردند.

### گسترش در دهه ۱۳۸۰ و ۱۳۹۰
در سال ۱۳۸۰ دامنهٔ کاری این شرکت با بهره‌گیری از همکاری با برندهای دیگر خارجی بیش از پیش گسترش یافت و کالاهای تولیدی تازه‌ای با تنوع بالاتر همچون ماشین لباسشویی اتوماتیک، ماشین ظرفشویی و جاروبرقی به فهرست کالاهای تولیدی این شرکت افزوده شدند.
در سال ۱۳۸۹ شرکت پاکشوما اقدام به ساخت کارخانه‌ای دیگر به بزرگی ۱۰۰٫۰۰۰ متر مربع (که حدود ۲٫۵ برابر وسعت زیرساخت پیشین شرکت بود) در شهر قم کرد.
در ۳۰ آذر ۱۳۹۵ مدیر روابط عمومی گروه صنعتی پاکشوما از «خرید ۱۵ میلیون دلار ماشین‌آلات جدید برای خط تولید این کارخانه» خبر داد و گفت: «مجموعه به زودی همکاری خود را با یکی از بزرگ‌ترین برندهای بین‌المللی لوازم‌خانگی آغاز می‌کند».
بر اساس آمار دی ۱۳۹۶ این شرکت و شبکه خدماتش در سطح ایران با بیش از ۷۰۰ کانون نمایندگی خدمات پس از فروش مشغول به فعالیت بوده‌است.

### دهه ۱۴۰۰
بر پایه اعلام وبگاه رسمی پاکشوما این شرکت در سال ۱۴۰۱ نزدیک به ۲۲۵۰ تن نیروی انسانی شاغل داشته‌است. همچنین از بیش از ۷۰۰ کانون خدمات مشتریان با سرویس‌های چندگانه در سراسر ایران بهره می‌برده‌است.

## کالاها و دیزاین

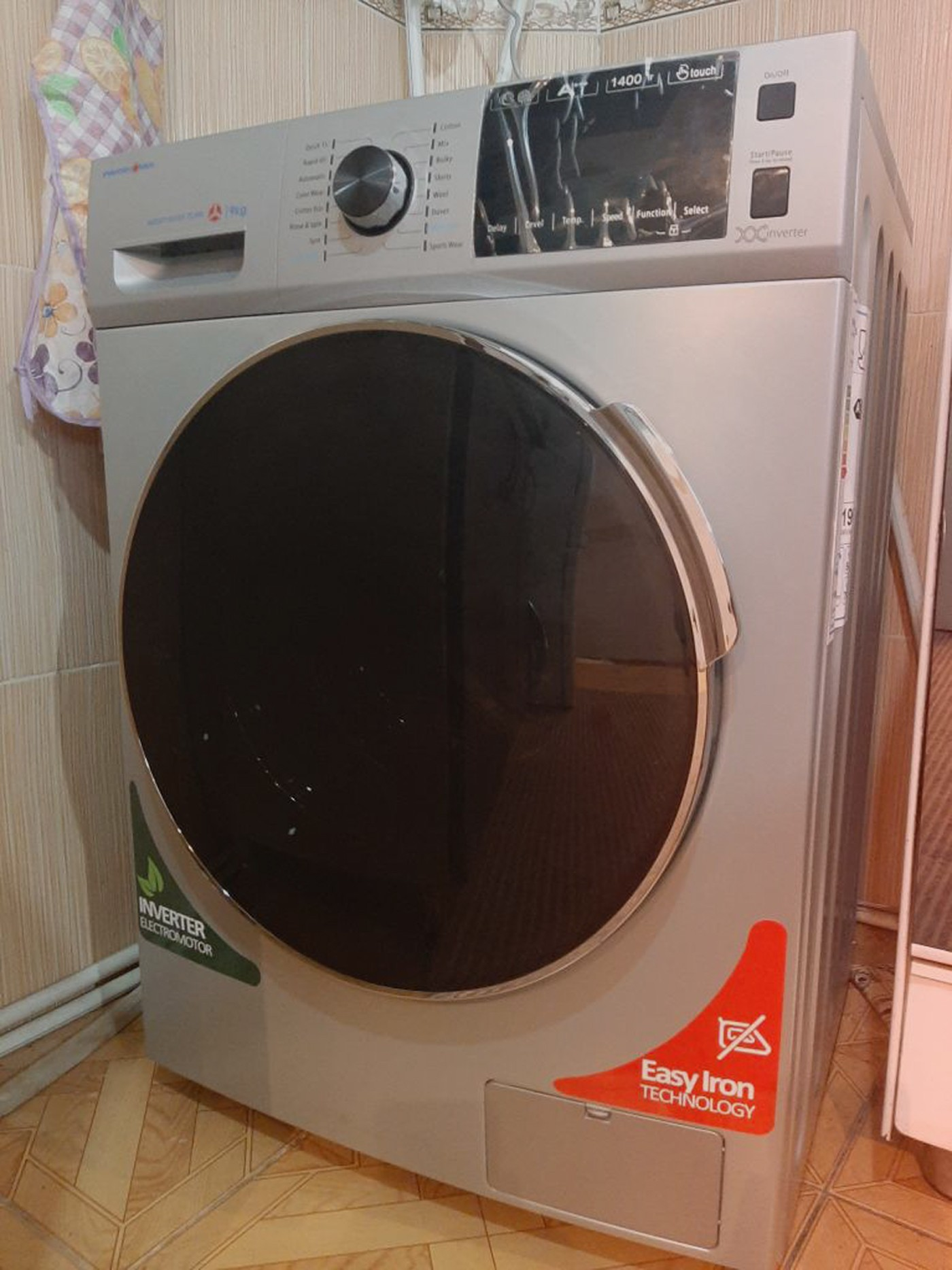
یک ماشین رخت‌شویی پاکشوما

بر پایه اعلام رسمی شرکت، گروه پاکشوما سالیانه ۴٫۷٪ از تمام گردش مالی شرکت را برای سرمایه‌گذاری در تحقیق و توسعه کالاهای تازه‌اش صرف می‌کند.
کالاهای تولیدی شرکت شامل یخچال و فریزر، ماشین لباسشویی، ماشین ظرفشویی، جاروبرقی و کولر گازی می‌شود.

## گواهینامه‌ها و دستاوردها
- گواهینامه‌های سیستم‌های مدیریتی: (10004 ISO 10002, ISO 14001, ISO و ISO 9001).[۷][۸][۹]
- تندیس زرین در گروه ماشین ظرفشویی در سومین جشنواره برند محبوب مصرف‌کنندگان برگزار شد.[۱۰]
- برند پاکشوما: تندیس زرین برند پرهوادار ایرانی در نظرسنجی سال ۹۲[۱۱][۱۲]

## از دیدگاه قانونی و بازرگانی

### برند و لوگو

فهرست لوگوها در طول تاریخ
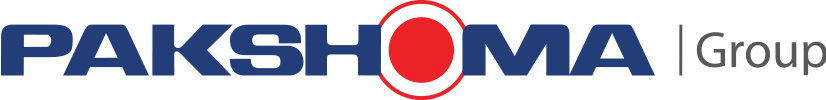
لوگوی کنونی

### برندهای زیرمجموعه
شرکت پاکشوما بسیاری از کالاهای خود را با برند تجاری پاکشوما تولید و پخش می‌کند. همچنین برخی از کالاهای این شرکت با برندهای کندی کرال زیرووات ناسینوال دوو هیوندا کنوود مادیا کروپ جنرال برزین جنرال فرزین نیز به بازارها عرضه می‌گردد.